# Dobříč (Nyugat-prágai járás)
Dobříč település Csehországban, Nyugat-prágai járásban. Dobříč Chýnice, Tachlovice, Zbuzany, Jinočany és Nučice településekkel határos. Lakosainak száma 478 fő (2024. január 1.).

## Népesség
A település lakosságának változását az alábbi diagram mutatja:
| Lakosok száma | 252  | 352  | 506  | 357  | 274  | 266  | 321  | 340  | 499  | 478  |
|               | 1869 | 1890 | 1921 | 1950 | 1980 | 2001 | 2017 | 2019 | 2022 | 2024 |